# Igor Škamperle
Igor Škamperle, slovenski alpinist, filozof, sociolog, religiolog, pisatelj, * 21. november 1962, Trst.
Leta 1990 je na Filozofski fakulteti Univerze v Ljubljani diplomiral iz primerjalne književnosti in sociologije kulture. Študij je nadaljeval v Perugii in v Firencah, kjer je raziskoval družbene in kulturne spremembe v času renesanse in kozmološko misel Giordana Bruna. Od leta 1999 predava na Oddelku za sociologijo Filozofske fakultete Univerze v Ljubljani.
Na raziskovalnem področju se je ukvarjal predvsem z renesančno kulturo in s teorijo simbolnih form. Pomembno je prispeval k predstavitvi misli Pica della Mirandole in Nikolaja Kuzanskega v slovenskem prostoru. Bil je med prvimi slovenskimi interpreti hermetizma, Jungovih teorij in pojava renesančne mitologije in alkimije. Njegovo najpomembnejše delo na znanstvenem področju je Magična renesansa. Ukvarjal se je tudi s politično mislijo Niccoloja Machiavellija, s historično epistemologijo Alexandra Koyréja in z raznimi religioznimi pojavi, kot npr. šamanizmom.
Škamperle je tudi pisatelj. Njegova najpomembnejša romana sta Sneg na zlati veji (1992)  in Kraljeva hči (1997) .
Sodeloval je tudi pri številnih produkcijah za RTV Slovenija. Med najpomembnejšima sta dokumentarec Epifanija zemlje in duha, posvečen osemdesetletnici pisatelja Alojza Rebule, in dokumentarec o življenju in delu slovenskega filozofa in alpinista Klementa Juga.